# Gare de Chaoshan
La gare de Chaoshan ( 潮汕站) est une gare ferroviaire située dans la commune de Shaxi ( 沙溪镇  ) dans le district de Chao'an de la ville de Chaozhou, province du Guangdong, en Chine, sur la ligne de chemin de fer Xiamen–Shenzhen (Xiashen) exploité par la Guangzhou Railway (Group) Corp., et China Railway Corporation.
La gare dessert les villes de Shantou, Jieyang et Chaozhou, en étant située à équidistance de ces villes, à une vingtaine de kilomètres de chaque.

## Histoire
La gare de Chaoshan est mise en service le 28 décembre 2013.

## Service des voyageurs

### Accueil
La gare est divisée en deux parties (nord et sud) et peut accueillir un total de 2 000 passagers ; elle couvre une superficie de 10 000 mètres carrés.

Le hall.
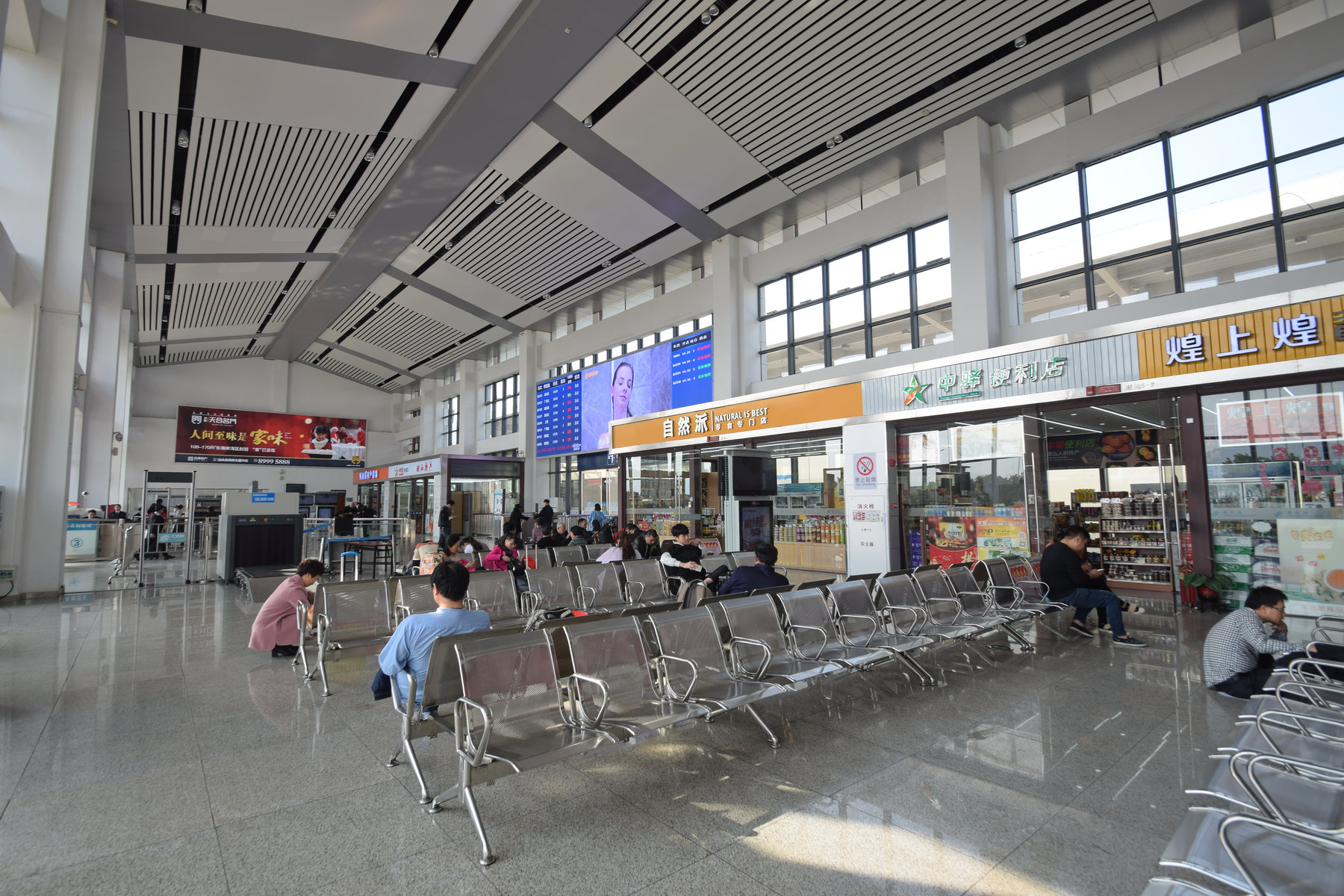
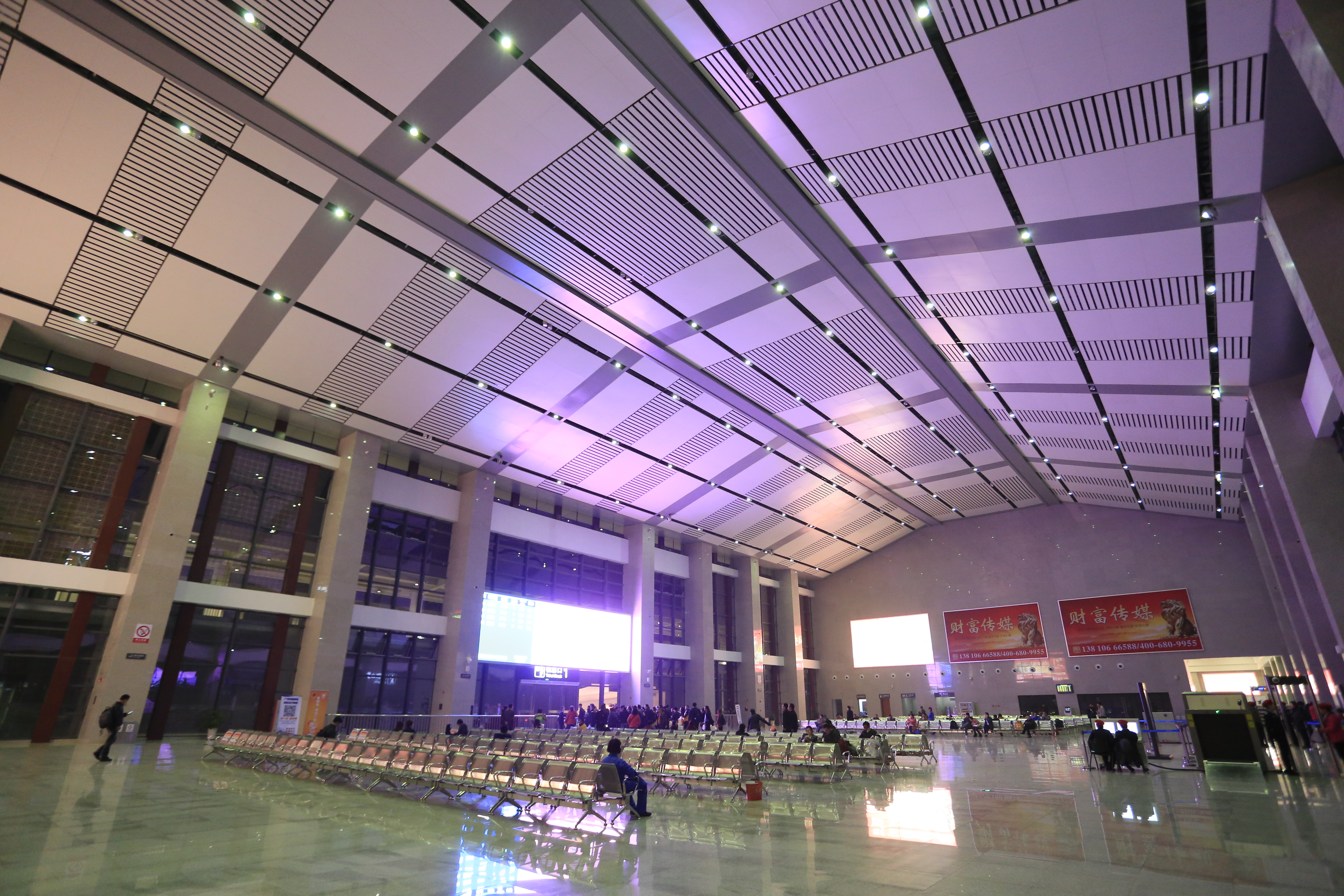
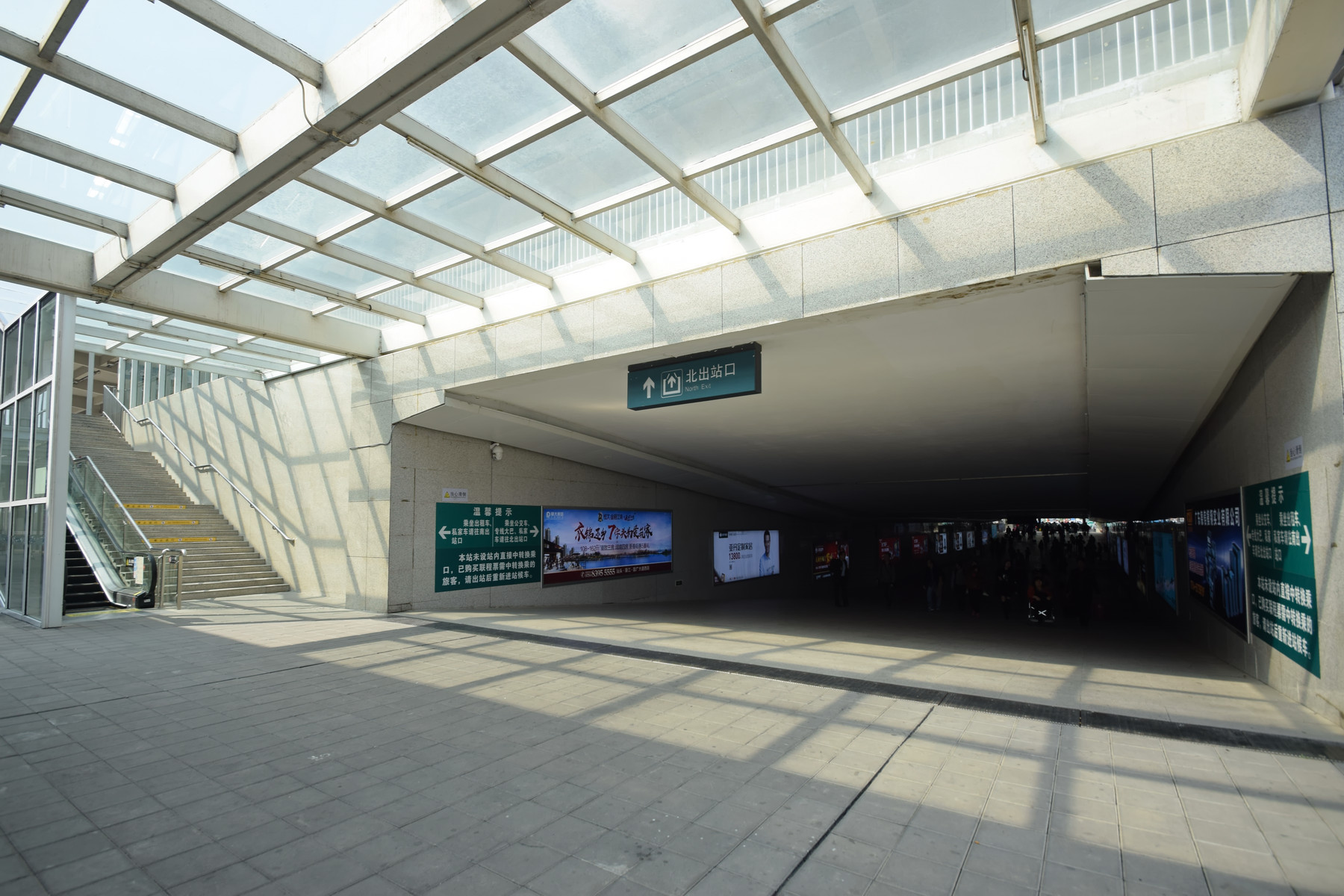

### Desserte
Depuis janvier 2014, la gare de Chaoshan est une gare importante sur la ligne Xiamen-Shenzhen. C'est le terminal de l'itinéraire Guangzhou-Chaoshan série G, en provenance de la gare de Guangzhou Sud. La gare exploite également des trains de la série D, avec des destinations telles que Shenzhen, Xiamen, Hangzhou et Shanghai. Des liaisons avec Hong Kong sont prévues,. Des services vers Meizhou sont également disponibles depuis l'ouverture de la ligne Meizhou-Chaoshan le 11 octobre 2019.

Installations et desserte
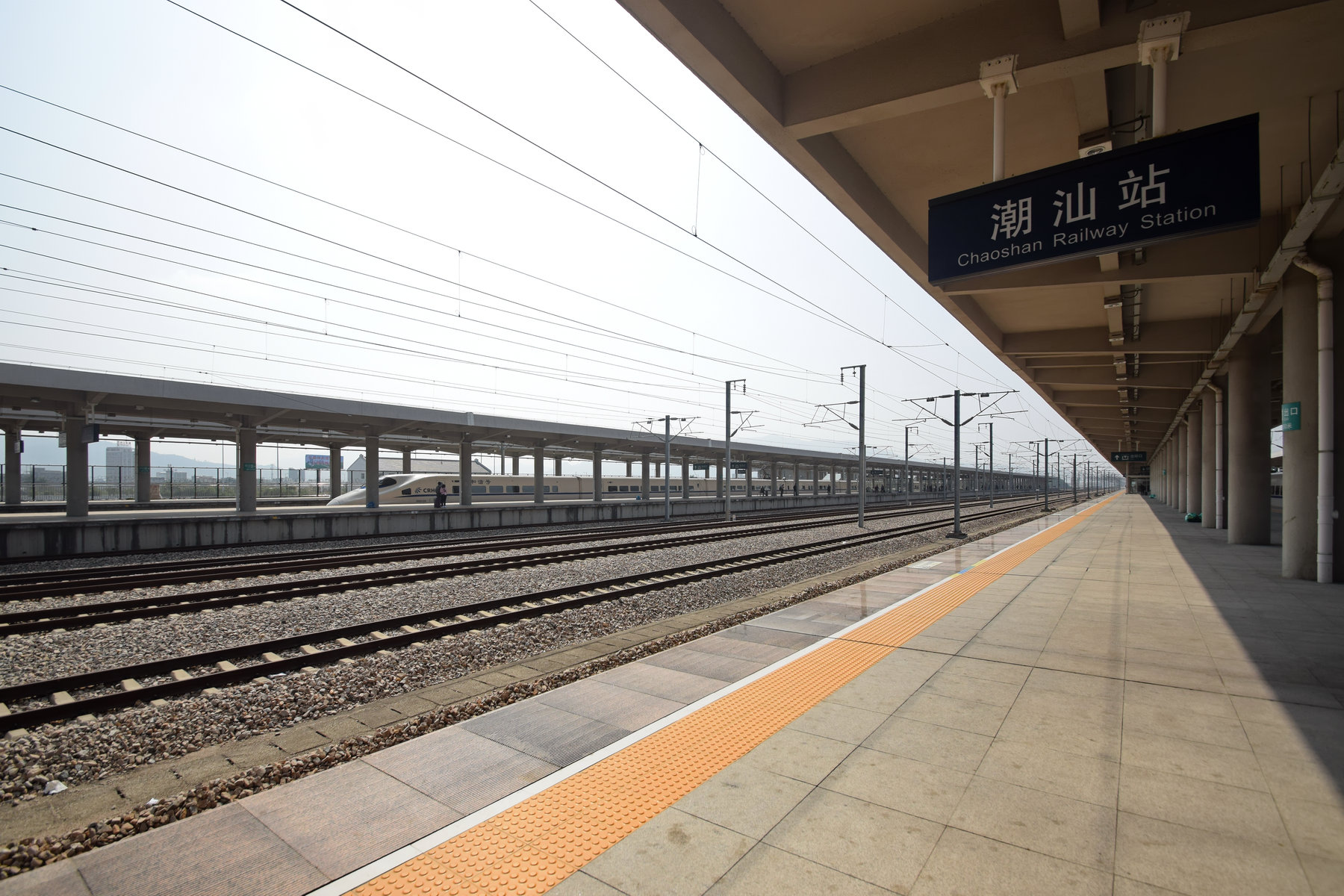
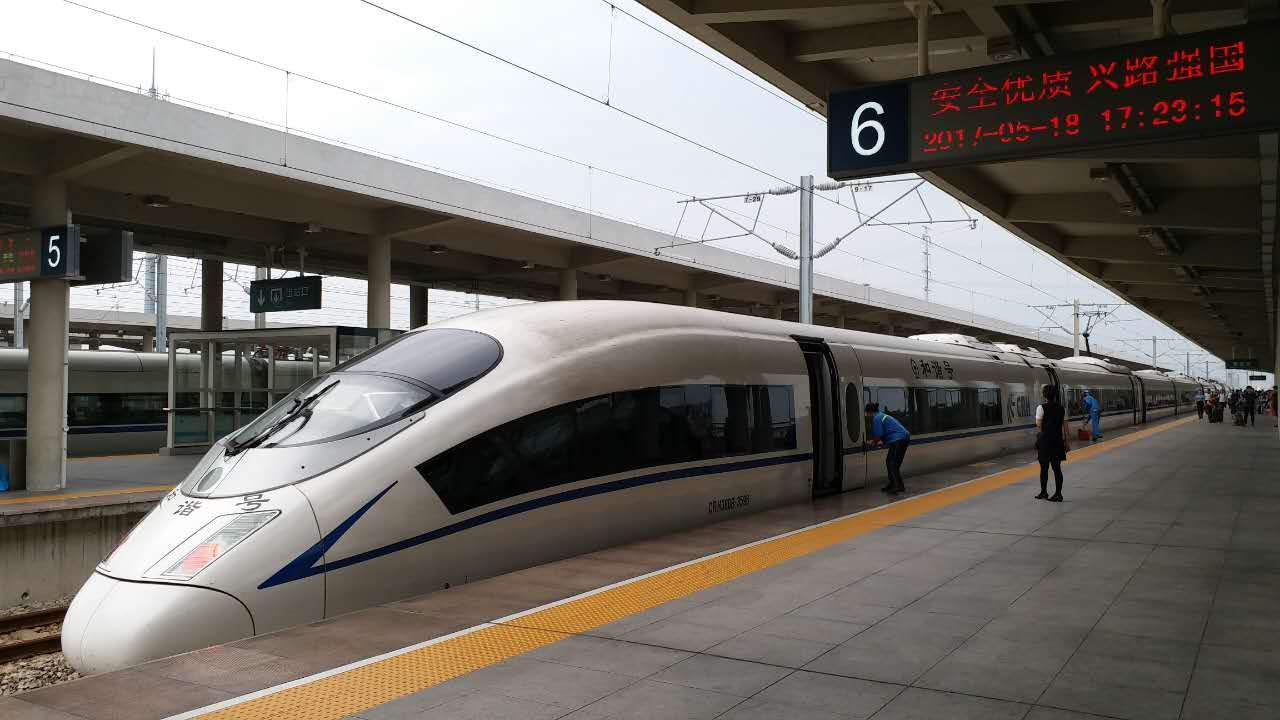
G6313/6316, un CRH380B.
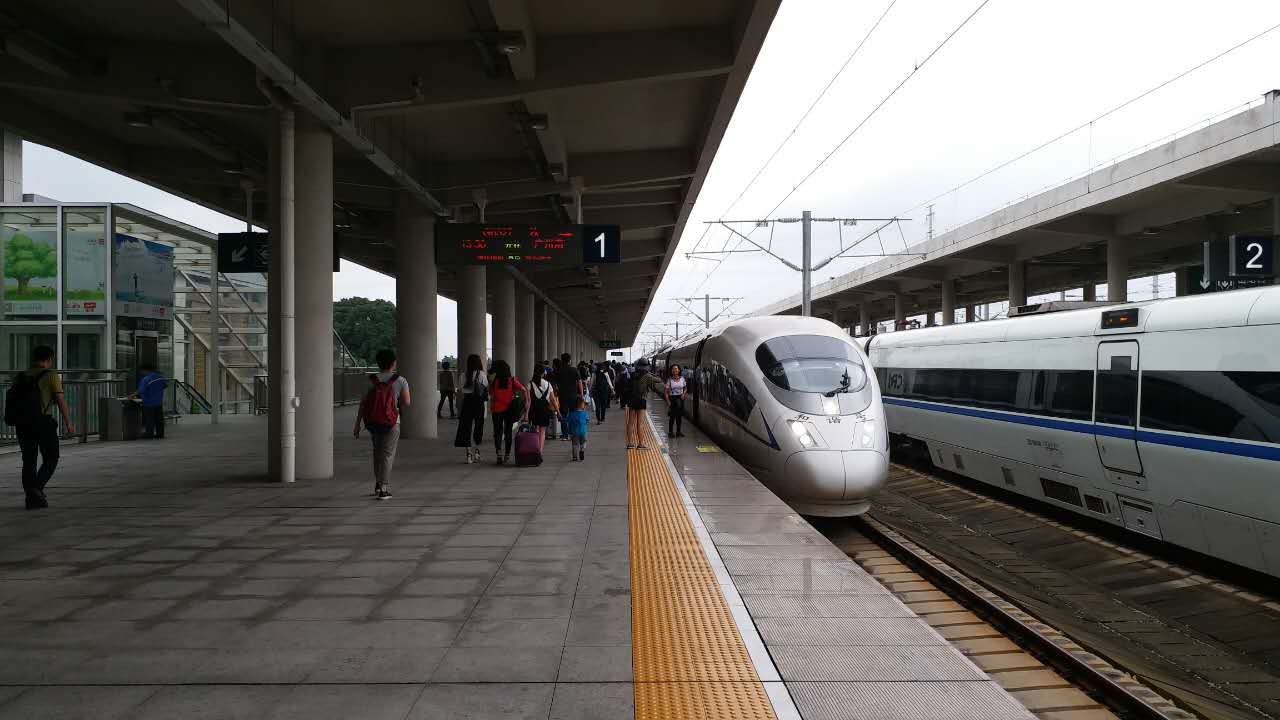
G6327/6326 et D3112.